# 田辺南龍
田辺 南龍（たなべ なんりゅう）は、講釈師の名跡。簡略して田辺南竜の字を用いる時がある。

## 初代 田辺南龍
本名は荻沼作内（荻原作内説もある）。文化7年（1810年） - 慶応元年10月8日（1865年11月25日）。
下総国佐原在森戸村の農民作右衛門の子として生まれる（越後国出身説もある）。初代田辺南鶴門下。軍談を得意とし、「のんのん、ずいずい」が口癖であった。この口癖は2代目田辺南龍に引き継がれた。

## 2代目 田辺南龍
本名、松野 房次郎。天保10年（1839年） - 1884年12月10日。
御家人の家に生まれたが道楽者で、釈場の下足番から初代田辺南龍門に入り、龍子、何遊と名乗る。龍子と名乗ったとする説は、2代目小金井芦洲と混同した可能性がある。2代目田辺南龍を襲名した時期は不明。
修羅場や人情講談を得意とし、口癖は「のんのん、ずいずい」であった。夏目漱石の晩年の随筆『硝子戸の中』にも「のんのんの南龍」として登場する。

## 3代目 田辺南龍
本名、高宮半治郎。生没年不詳。2代目田辺南龍の弟とも言われる。3代目田辺南龍を継いだ時期は不明だが、1885年か1886年頃に襲名と推測される。

## 4代目 田辺南龍
本名、生没年不詳。2代目松林伯圓の門人松林伯一（円慶、伯一、4代目南龍、円玉と名乗る）が襲名した。伯一南龍、しゃも屋円玉とも呼ばれた。

## 5代目
五代目 田辺 南龍（1878年3月9日 - 1954年10月8日）は、講談師。本名∶関川 正太郎

### 経歴
東京都神田区紺屋町に生まれ、神田小学校卒業後、錦町に移る。
幼少期から本牧亭に通い、13歳で二代目宝井琴凌に入門して、宝井琴紅を名乗る。病気療養の後、双龍斎貞鏡に入門し、双龍斎鏡水となる。1899年、師の双龍斎貞鏡が真龍斎と改めたため、鏡水も真龍斎と改める。
1906年、五代目田辺南龍を襲名。戦中は教育講談師として活動した。1953年、芸術祭賞受賞。